# Chrysolina wangi
Chrysolina wangi – gatunek chrząszcza z rodziny stonkowatych i podrodziny Chrysomelinae.
Gatunek ten opisany został w 2005 roku przez Igora K. Łopatina. Epitet gatunkowy nadano na cześć Wang Shuyonga.
Chrząszcz o ciele długości od 7 do 7,8 mm, u samca 1,75 razy dłuższym niż jego największa szerokość. Wierzch ciała błyszczący, metalicznie czarniawozielony, spód błyszcząco czarny, odnóża i czułki czarne, z wyjątkiem dwóch nasadowych członów czułków, które u samicy są kasztanowobrązowe, a u samca mają rude spody. Przednia krawędź wargi górnej z wykrojeniem, a grubo punktowanego nadustka prosta. Zgrubiałe brzegi boczne 2,5 raza szerszego niż długiego przedplecza odgraniczone są płytkimi i szerokimi wgłębieniami. Punktowanie dysku przedplecza drobne lecz wyraźne. Długość pokryw trzykrotnie przekracza długość przedplecza, a punkty na nich są duże i tworzą gęste, sparowane rządki, miejscami zakłócone przez dodatkowe punkty tej samej wielkości. Międzyrzędy drobno i rzadko punktowane.
Owad znany tylko z Junnanu w Chinach.